# 青島 (宮崎縣)
青島（日语：／ Aoshima */?）是位於日本宮崎縣宮崎市南東部海岸附近的一個周長約860米，面積約4.4公頃，高約6的米的島嶼，正逐漸變為陸連島。島的對岸名為青島海岸，是擁有包括青島海水浴場在內的一大觀光地。青島和青島海岸之間通過彌生橋連接。青島的「隆起波食台」有「怪物搓衣板」之稱，地形獨特。島上確認了200種以上的植物，其中有27種是熱帶及亞熱帶植物。島上有青島神社。